# ۵٬۱۰–متنیل‌تتراهیدروفولات

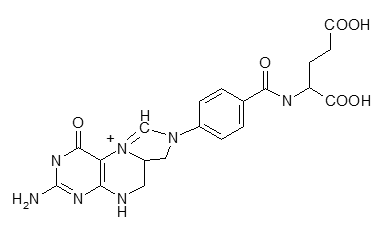
ساختار ۵،۱۰-متنیل‌تتراهیدروفولات

۵،۱۰-متنیل‌تتراهیدروفولات (به انگلیسی: 5,10-Methenyltetrahydrofolate) با فرمول شیمیایی C۲۰H۲۱۳N۷O۶ یک ترکیب شیمیایی با شناسه پاب‌کم ۶۴۴۳۵۰ است. که جرم مولی آن ۴۵۵٫۴۲ گرم بر مول می‌باشد. 